# ريوتا مياوتشي
ريوتا مياوتشي (باليابانية: 宮内 龍汰) (2 مارس 1994 في تشوشي في اليابان – )؛ هو لاعب كرة قدم ياباني سابق كان يلعب كلاعب وسط.

## وصلات خارجية
- ريوتا مياوتشي على موقع رابطة كرة القدم اليابانية للمحترفين (اليابانية)
- ريوتا مياوتشي على موقع Soccerway.com (الإنجليزية)
- ريوتا مياوتشي على موقع عالم كرة القدم.نت (الإنجليزية)